# Loma jezici
Loma jezici, malena podskupina nigersko-kongoanskih jezika koji se govore u zapadnoafričkoj regiji na području Gvineje i Liberije. Njima ukupno govori oko 300.000 ljudi a predstavljaju ih loma ili Buzi [lom] u Liberiji 165,000 (2006) i toma [tod] sa 144.000 govornika (Vanderaa 1991) u Gvineji.
Jezik loma ne smije se brkati s istoimenim jezikom loma [loi] iz Obale Bjelokosti koji pripada skupini gur.

## Vanjske poveznice
- Ethnologue (14th)
- Ethnologue (15th)